# Idioma ternate
El idioma ternate (nativo: bħsūa ternėntė) es un idioma usado en el norte de las islas Molucas, al este de la actual Indonesia. El idioma es hablado por algunos habitantes de la isla de Ternate y algunas otras áreas del archipiélago, incluida la costa occidental de Halmahera, Hiri, Obi, Kayoa y las islas Bacan.
El idioma Ternate es clasificado como perteneciente a la familia de las lenguas papúes de Halmahera, una familia lingüística diferente a la mayoría de los idiomas de Indonesia, que pertenecen a la familia de las lenguas austronesias.

## Historia
En el pasado, fue el idioma principal del Sultanato de Ternate, importante por su papel en el comercio de especias. Este proceso comercial hizo que sirviera como lingua franca de las Molucas Septentrionales.

### Actualidad
El idioma Ternate es la lengua materna de muchos ternateños. Es usado, principalmente, en las áreas rurales; mientras que el malayo de Ternate es usado como un medio de comunicación interétnica y comercial, particularmente en la parte urbana de la isla. Actualmente, en la isla de Ternate, el idioma ternate está siendo desplazado por el idioma malayo.
Su papel como lingua franca ha disminuido. Si bien, los descendientes de los ternateños están dispersos por todo el este de Indonesia, no se sabe cuántos ternateños expatriados aún hablen el idioma.
En indonesio, generalmente se conoce como bahasa Ternate. En ocasiones, se usa el término bahasa Ternate asli es usado para distinguirlo del malayo de Ternate. Este idioma es diferente al Malayo de Ternate (North Moluccan Malay), que es una lingua creola basada en el malayo.
El idioma ha sido influyente como fuente de préstamos léxicos y gramaticales para el malayo de Ternate, la variante local del malayo, que ha dado lugar a otras ramificaciones del malayo del este de Indonesia, como el malayo de Manado.

## Escritura
El registro escrito más antiguo del idioma Ternate data del XV y fue escrito con escritura árabe. En la actualidad se escribe con alfabeto latino. Los idiomas Ternate y Tidore son las únicas lenguas indígenas no austronesias de la región que escribieron sus tradiciones literarias antes del primer contacto europeo. Otros idiomas de la región del norte de Halmahera, que no se escribieron hasta la llegada de los misioneros cristianos, han recibido una importante influencia léxica del idioma Ternate.

## Clasificación
El idioma Ternate es clasificado como perteneciente a la familia de lenguas papúes de Halmahera, que algunos clasifican en una familia más grande: las lenguas papúes occidentales. Esta familia vincula a las lenguas papúes de Halmahera con las lenguas papúes de la península de Cabeza de Pájaro.
Este idioma está estrechamente relacionado con el idioma Tidore, idioma nativo de una isla al sur. Se ha planteado que la distinción entre el idioma Ternate y el idioma Tidore parece estar basada en factores sociopolíticos más que en diferencias lingüísticas. Muchos autores han descrito estas variedades como idiomas separados. Algunos identifican al idioma Ternate y al idioma Tidore como dialectos de un solo idioma, y les denominan colectivamente como "idioma Ternate" o "idioma Ternate-Tidore".  

## Fonología
El idioma Ternate, como otras lenguas papúes de Halmahera, no es un idioma tonal.

### Consonantes
|                   |          | Labial | Alveolar | Palatal | Velar | glotal |
| ----------------- | -------- | ------ | -------- | ------- | ----- | ------ |
| Nasal             | Nasal    | m      | n        | ɲ       | ŋ     |        |
| Oclusiva/africada | sorda    | p      | t        | tʃ      | k     |        |
| Oclusiva/africada | sonora   | b      | d        | dʒ      | ɡ     |        |
| Fricativa         | sorda    | f      | s        |         |       |        |
| Aproximante       | central  | w      |          | j       |       | h      |
| Aproximante       | lateral  |        | l        |         |       |        |
| Vibrante          | Vibrante |        | ɾ        |         |       |        |

### Vocales
|       |       | Frente | Central | atrás |
| ----- | ----- | ------ | ------- | ----- |
| Alto  | Alto  | i      |         | u     |
| Medio | Medio | e      |         | o     |
| Bajo  | Bajo  |        | a       |       |